# Warner Brothers Presents
Warner Brothers Presents è una serie televisiva statunitense in 38 episodi trasmessi per la prima volta nel corso di una sola stagione dal 1955 al 1956.
È una serie a rotazione che prevedeva tre sottoserie di genere e sei episodi di tipo antologico i cui episodi vennero trasmessi sulla ABC a settimane alterne. Le tre serie sono:
- Casablanca
- Kings Row
- Cheyenne

Fu sostituita nella stagione successiva (1956-1957) dalla serie antologica Conflict mentre Cheyenne, che risultò la serie con il maggiore seguito di pubblico, continuò la programmazione della seconda stagione alternandosi settimanalmente con Conflict e quella delle stagioni successive alla seconda in maniera autonoma.
Anche se non fu un successo di critica, questa serie a rotazione è un programma storicamente importante. È il primo programma televisivo di qualsiasi genere della Warner Brothers, il primo tra i grandi studios cinematografici a produrre una fiction televisiva. Portò inoltre in televisione la prima serie western con episodi della durata di un'ora (Cheyenne). La serie permise inoltre alla ABC, quindi un protagonista relativamente giovane nel panorama televisivo statunitense dell'epoca, di ottenere i primi contratti pubblicitari con i giganti commerciali, General Electric e Liggett & Myers.

## Produzione
La serie fu prodotta da Warner Bros. Television e girata negli studios della Warner Brothers a Burbank in California.

## Distribuzione
La serie fu trasmessa negli Stati Uniti dal 20 settembre 1955 al 22 maggio 1956 sulla rete televisiva ABC.